# La Vôge-les-Bains
La Vôge-les-Bains község Franciaország Grand Est régiójában, Vosges megyében. Új községként 2017. január 1-jén jött létre Bains-les-Bains, Harsault és Hautmougey korábbi község egyesítésével.

## Népesség
| Lakosok száma | 1700 | 1624 | 1618 | 1609 | 1589 | 1572 | 1556 |
|               | 2015 | 2017 | 2018 | 2019 | 2020 | 2021 | 2022 |